# Sphaericus franzi
Sphaericus franzi is een keversoort uit de familie klopkevers (Ptinidae). De wetenschappelijke naam van de soort werd in 1984 gepubliceerd door Tor-Erik Leiler.